# Rhynchosia calcicola
Rhynchosia calcicola är en ärtväxtart som beskrevs av William Grant Craib. Rhynchosia calcicola ingår i släktet Rhynchosia och familjen ärtväxter. Inga underarter finns listade i Catalogue of Life.